# Antho fragilis
Antho fragilis är en svampdjursart som först beskrevs av Koltun 1959.  Antho fragilis ingår i släktet Antho och familjen Microcionidae. Inga underarter finns listade i Catalogue of Life.